# Eneadecagon

Eneadecagon

Eneadecagonul este un poligon cu 19 laturi și 19 vârfuri.